# Bethelium fasciatum
Bethelium fasciatum là một loài bọ cánh cứng trong họ Cerambycidae. Loài này được Aurivillius miêu tả khoa học lần đầu tiên năm 1917.